# Lepthyphantes leprosus
Lepthyphantes leprosus és una espècie d'aranya araneomorfa de la família dels linífids (Linyphiidae). Fou descrita per primera vegada l'any 1865 per Ohlert.
Viu a Amèrica del Nord, i des d'Europa a Rússia oriental. Ha estat introduïda a Xile.

## Galeria
- L. leprosus
- L. leprosus